# 霍華德角
71°25′S 61°8′W / 71.417°S 61.133°W
霍華德角（英語：Cape Howard），是南極洲的海岬，位於帕爾默地東岸，分隔盧普盧灣和奧多姆灣，該海岬由美國探險隊發現，現時由南極條約體系管理。